# Eleanor Jones
Eleanor Green Dawley Jones (Norfolk, Virgínia, 10 de agosto de 1929) é uma matemática estadunidense. Foi uma das primeiras mulheres
afro-estadunidenses a obter um Ph.D. em matemática. Atualmente trabalha como consultora para o desenvolvimento de currículos de matemática de colégios e como palestrante em eventos para encorajar mulheres e minorias a seguir carreiras em ciências e matemática.

## Vida pregressa
Filha de George Herbert Green e Lillian Vaughn Green, nasceu em 10 de agosto de 1929 em Norfolk, Virgínia. Foi a segunda de seis filhos, os quais obtiveram, no mínimo, um diploma de bacharelado. Jones estudou na Booker T. Washington High School, uma escola pública segregada. Jones começou cedo sua carreira acadêmica, após graduar-se como oradora da escola secundária em 1945, aos 15 anos de idade. Ela então frequentou a Universidade Howard com duas bolsas, uma da universidade e outra da Pepsi-Cola Corporation. Jones teve a sorte de ser orientada por Elbert Frank Cox, o primeiro afro-estadunidense a receber um Ph.D. em matemática, bem como por David Blackwell, outro notável matemático afro-estadunidense. Além de especializar-se em matemática também formou-se em física e educação. Formou-se cum laude na Howard University em 1949 e obteve um mestrado no ano seguinte.

## Formação e carreira
Depois de concluir o mestrado voltou para a Booker T. Washington High School, desta vez para lecionar. Além de seu papel como educadora, desenvolveu um novo currículo para o programa de matemática do ensino médio. Casou com Edward Dawley Jr. em 1951 e deixou de lecionar em 1953 para constituir família. Voltou a lecionar em 1955, desta vez como instrutora de matemática no Hampton Institute (atualmente Universidade Hampton), perto de Norfolk. Em 1957, quando escolas públicas totalmente para brancos foram integradas, as escolas públicas segregadas em Norfolk foram fechadas. Isso deixou muitos jovens afro-estadunidenses sem lugar para frequentar a escola, levando Jones a começar a dar aulas a esses alunos na Primeira Igreja Batista de Norfolk. Jones também se tornou ativa no movimento pelos direitos civis, alcançando o posto de vice-presidente no ramo do Congress of Racial Equality (CORE) da Virgínia, de 1958 a 1960. Após o divórcio, Jones decidiu buscar um doutorado, pois o Instituto Hampton só iria conferir estabilidade a instrutores com doutorado. Na época, a Virgínia não permitia que estudantes negros fizessem doutorado no estado, então Jones se mudou com seus dois filhos para a Universidade de Syracuse em Nova Iorque em 1962. Recebeu uma bolsa da National Science Foundation em 1963 e começou a trabalhar como professora assistente na Universidade de Syracuse. Jones obteve um doutorado em 1966.
Como professora associada, Jones voltou ao Hampton Institute para o ano acadêmico de 1966-1967, até que entrou para o departamento de matemática da Norfolk State University (NSU) em 1967. Jones continuou a lecionar na NSU por mais de 30 anos, onde continuou sua educação durante os cursos de verão de pós-graduação na State University of New York em 1957, na Universidade do Sul da Califórnia em 1959–1960 e na Universidade de Oregon em 1971.